# 粉チーズ

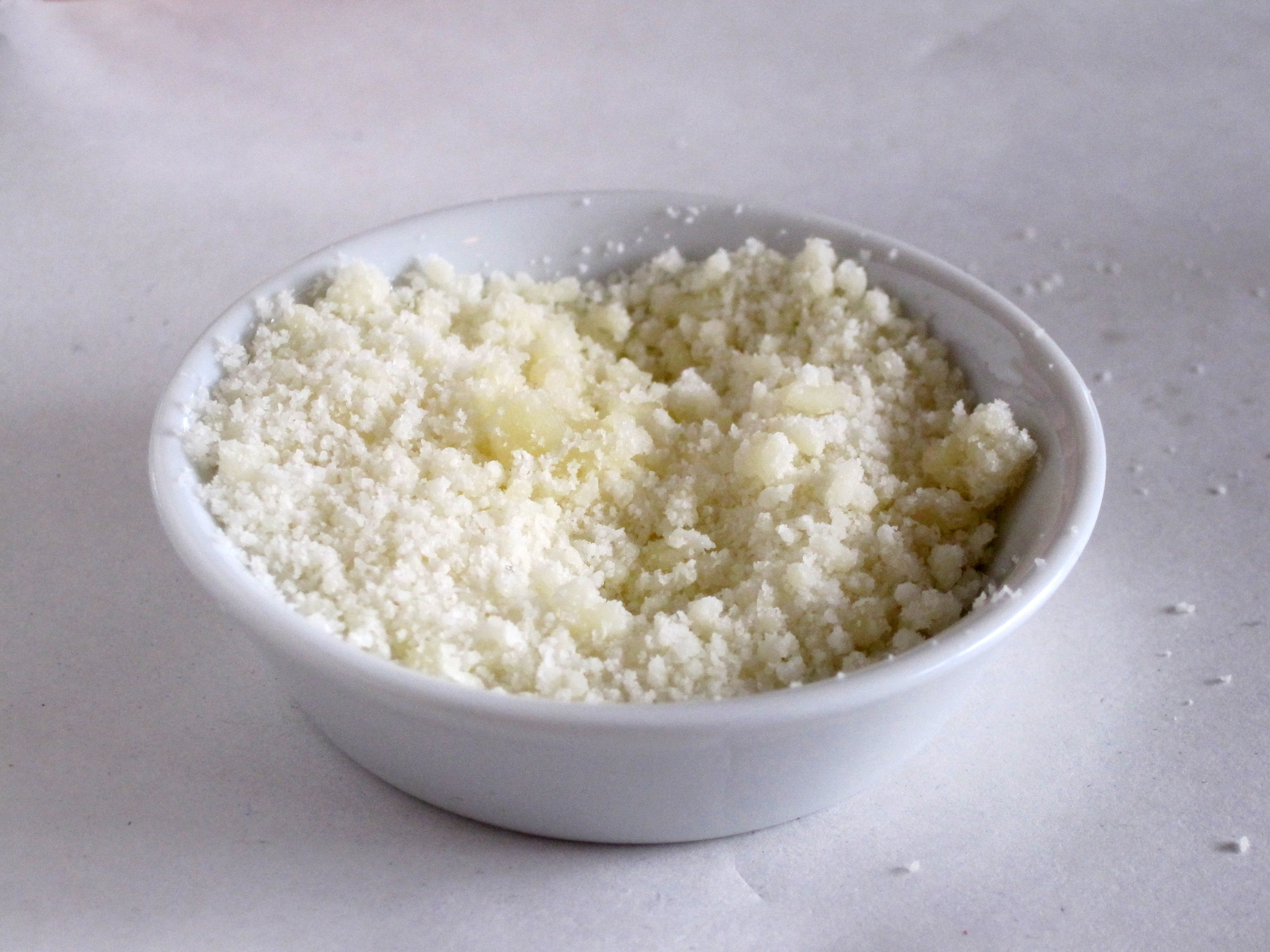
粉チーズ

粉チーズ（こなチーズ）は、チーズを乾燥させ粉末状にした食品。パルメザンチーズを原料にしたものが有名。主にスパゲッティ等にかけて供される。蓋を開けて振るだけで利用できる市販品は、手軽な調味料として家庭や喫茶店・レストランを問わず広く普及している。またパルメザンチーズ等のナチュラルチーズは長期保存に向かないが、粉チーズはそれらに比べて長く保存できるという点でも利便性が高い。

## 種類
アメリカのクラフトフーヅ社のものが最も有名であるが、他に日本、イタリア、オランダ等の製品も存在する。原料は必ずしもパルメザンチーズのみというわけではなく、グラナ・パダーノを使用したものや、プロセスチーズを主原料にしたものも存在する。

## 主な用途
- スパゲッティ（ナポリタンやミートソースにタバスコとともにかけるスタイルが日本では有名）
- グラタン
- カレーライス（カレー専用を謳う製品も存在する[1]。）
- シーザーサラダ
- ムニエル（小麦粉とともにまぶす料理法も）